# Municipalità di Flinders Ranges
La municipalità di Flinders Ranges è una Local Government Area che si trova in Australia Meridionale. Essa si estende su una superficie di 4.198 chilometri quadrati e ha una popolazione di 1.784 abitanti. La sede del consiglio si trova a Quorn.